# Schimia
Schimia là một chi bướm đêm thuộc họ Sesiidae.

## Các loài
- Schimia flavipennis  Gorbunov & Arita, 1999
- Schimia flava (Moore, 1879)
- Schimia tanakai  Gorbunov & Arita, 2000